# Baon średzki
Baon średzki - ochotniczy batalion piechoty biorący udział w powstaniu wielkopolskim, sformowany w Środzie Wielkopolskiej. Składał się z 4 kompanii.